# Пионерский сквер (Кременчуг)
Пионерский сквер (укр. Піонерський сквер) — сквер, находившийся в городе Кременчуг (Полтавская область, Украина). Ныне входит в состав Приднепровского парка.

## История

### Сквер в Российской империи
В 1874 году городская дума под давлением общественности разбила один из первых в городе скверов, на Парадной площади (ранее называлась Скатной или Винной) перед зданиями военного госпиталя. До этого на площади размещался плац для проведения парадов, а здание военного госпиталя принадлежало Главному штабу инспектора резервной кавалерии и поселения войск.
Разбитый сквер был регулярным. От круглого газона в центре отходили диагональные аллеи. Главная аллея вела к зданию госпиталя. Сквер получил название «Штабной» в память о Главном штабе, размещавшемся ранее в зданиях.
Сквер, как и другие зелёные насаждения города (в частности, Городской сад), сдавался в аренду. В 1913 году арендатор Штабного сквера обращался с ходатайством в городскую управу об снижении арендной платы. Причиной являлась «неблагоприятная погода, совершенно разорившая его».
Незадолго до начала Первой мировой войны в центре сквера планировалась установка памятника императору Александру II. Весной 1914 года при проведении работ на берегу Днепра в районе пристаней на глубине полутора метров были обнаружены четыре чугунные крепостные пушки XVII века. В последующие дни были найдены ещё четырнадцать пушек. Находкой заинтересовалось Императорское Русское археологическое общество, которое планировало провести соответствующие раскопки. Пушками же было решено оградить площадку вокруг памятника императору. Однако с началом Первой мировой войны установка памятника была отложена, пушки были сложены у здания городской думы (в 1926 году пушки использовались для ограждения захоронений в Почтовом сквере). В сквере был открыт один из первых фонтанов в городе.

### Сквер в довоенный советский период
После революции 1917 года сквер был переименован в сад имени Карла Маркса, а в 1920 году — в Пролетарский сквер имени Карла Маркса. В годы гражданской войны он был местом проведения политических митингов, где выступали Анатолий Луначарский и Лев Троцкий.
После гражданской войны, перед Второй мировой войной, сквер был благоустроен. Вокруг него была сооружена ограда. В 1928 (по другим данным, в 1927) году был построен летний кинотеатр на 600 мест. В 1934 году в сквере была открыта парашютная вышка нового Кременчугского аэроклуба. В 1936 году сквер был передан детям и переименован в «Пионерский». В нём действовала библиотека, читальный зал, буфет, кружки и база для организаций экскурсий. Сквер был рассчитан на ежедневное обслуживание до 1000 детей возрастом от 4 до 15 лет. На фонтане в сквере стояли скульптуры трёх пионеров.

### Послевоенный советский период
В период немецкой оккупации (1941—1943 годы) и последующего отступления немцами были подожжены здания госпиталя, летнего кинотеатра, вырублены многие деревья в сквере, разрушены фонтан и ограда.
После войны, в 1947 году, сквер был восстановлен. На фонтане были установлены новые фигуры. В 1950 году в сквере был открыт типовой летний кинотеатр «Днепр». Работал клуб пионеров, уголок сказок, была оборудована спортивная площадка, галерея отличников учёбы, в августе проводились школьные базары. В советский период сквере были также открыты аттракционы для детей.
В 1950-е годы были восстановлены здания военного госпиталя рядом со сквером. В 1959 году на берегу Днепра был заложен Приднепровский парк, Пионерский сквер через какое-то время вошёл в его состав.
Некоторое время фонтан был закрыт, в его чаше была разбита клумба. В 1980-х годах фонтан был вновь реконструирован, на нём была установлена фигура дракона.

### Сквер при независимой Украине

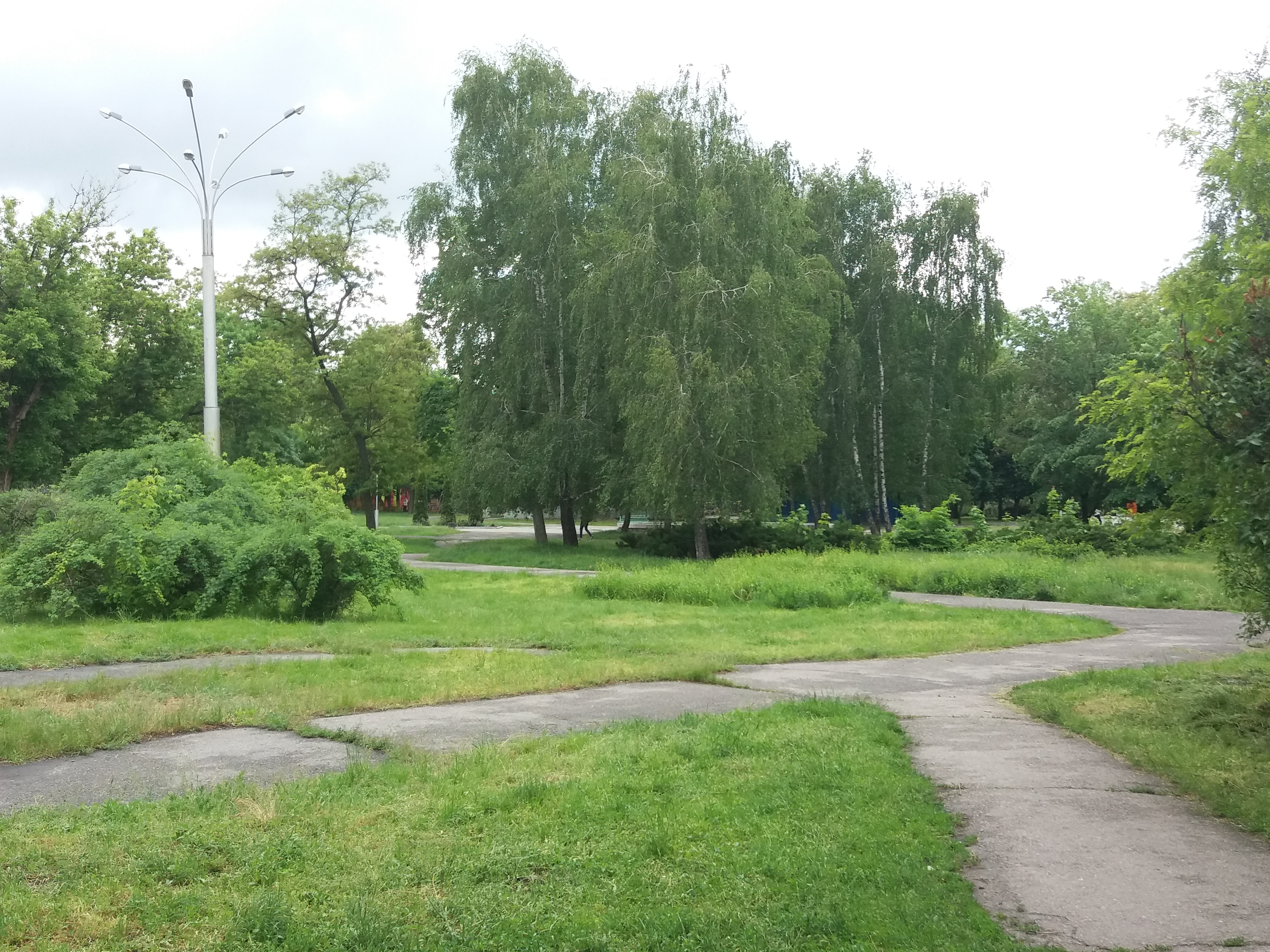
Сквер в 2017 году

В 1990-е годы остановился фонтан, фигура дракона была утрачена. Летний кинотеатр закрылся и пришёл в упадок. В 2015 году заброшенное здание кинотеатра стало частью международного урбанистического фестиваля и после было законсервировано.
Сквер продолжает считаться частью Приднепровского парка и не существует как отдельная географическая единица.